# Coelioxys madagascariensis
Coelioxys madagascariensis là một loài Hymenoptera trong họ Megachilidae. Loài này được Benoist mô tả khoa học năm 1955.